# 第73回全日本大学バスケットボール選手権大会
第73回全日本大学バスケットボール選手権大会（だい73かい ぜんにほんだいがくバスケットボールせんしゅけんたいかい）は、2021年12月6日から12日まで7日間にわたって国立代々木競技場第二体育館などで行われた全日本大学バスケットボール選手権大会。
男子56回・女子51回大会（2004年）から行われてきた完全トーナメント制は今大会を持って終了となり翌2022年の第74回大会からはリーグ戦とトーナメント制を併用する形へと変更された。

## 日程
- 12月6日 - 男女1回戦
- 12月7日 - 男女1回戦
- 12月8日 - 男女2回戦
- 12月9日 - 男子2回戦・女子準々決勝
- 12月10日 - 男子準々決勝・女子準決勝
- 12月11日 - 男子準決勝・女子3位決定戦・女子決勝
- 12月12日 - 男子3位決定戦・男子決勝・閉会式

## 会場
- 代々木第二体育館
- 大田区総合体育館
- エスフォルタアリーナ八王子

## 出場校

### 男子
北海道・東北
- 北海道1位 星槎道都大学（2年連続17回目）
- 北海道2位 北海道教育大学岩見沢校（3年ぶり9回目）
- 東北1位 東北学院大学（6年連続54回目）
- 東北2位 仙台大学（2年ぶり17回目）

関東
- 関東1位 東海大学（22年連続29回目）
- 関東2位 日本大学（7年連続68回目）
- 関東3位 白鷗大学（11年連続13回目）
- 関東4位 専修大学（37年連続56回目）
- 関東5位 日本体育大学（4年連続60回目）
- 関東6位 筑波大学（73年連続73回目）
- 関東7位 中央大学（3年連続59回目）
- 関東8位 大東文化大学（6年連続29回目）
- 関東9位 早稲田大学（7年連続65回目）
- 関東10位 青山学院大学（39年連続45回目）
- 関東11位 拓殖大学（2年ぶり47回目）
- 関東12位 明治大学（2年連続67回目）

北信越・東海
- 北信越1位 新潟医療福祉大学（3年ぶり6回目）
- 北信越2位 富山大学（2年連続11回目）
- 東海1位 名古屋学院大学（7年連続10回目）
- 東海2位 中京大学（5年連続56回目）
- 東海3位 静岡産業大学（2年連続3回目）

近畿
- 関西1位 京都産業大学（7年連続48回目）
- 関西2位 近畿大学（5年連続55回目）
- 関西3位 天理大学（3年連続23回目）
- 関西4位 大阪体育大学（2年ぶり28回目）
- 関西5位 関西学院大学（3年ぶり39回目）

中国・四国
- 中国1位 徳山大学（7年連続16回目）
- 中国2位 広島大学（3年連続27回目）
- 四国1位 松山大学（5年連続30回目）

九州
- 九州1位 福岡大学（4年連続50回目）
- 九州2位 日本経済大学（4年ぶり9回目）
- 九州3位 東海大学九州（2年連続18回目）

### 女子
北海道・東北
- 北海道1位 札幌学院大学（4年連続4回目）
- 北海道2位 北翔大学（8年連続41回目）
- 東北1位 仙台大学（5年連続19回目）
- 東北2位 福島大学（4年ぶり10回目）

関東
- 関東1位 東京医療保健大学（10年連続10回目）
- 関東2位 白鷗大学（26年連続26回目）
- 関東3位 拓殖大学（17年連続21回目）
- 関東4位 早稲田大学（31年連続33回目）
- 関東5位 筑波大学（67年連続67回目）
- 関東6位 日本体育大学（11年連続66回目）
- 関東7位 山梨学院大学（5年連続8回目）
- 関東8位 専修大学（38年連続38回目）
- 関東9位 桐蔭横浜大学（2年ぶり3回目）
- 関東10位 松蔭大学（6年連続19回目）
- 関東11位 立教大学（初出場）
- 関東12位 順天堂大学（4年連続15回目）

北信越
- 北信越1位 北陸大学（5年連続5回目）
- 北信越2位 新潟医療福祉大学（3年連続13回目）

東海
- 東海1位 愛知学泉大学（41年連続64回目）
- 東海2位 名古屋学院大学（3年連続5回目）
- 東海3位 名古屋経済大学（2年ぶり31回目）

近畿
- 関西1位 大阪人間科学大学（45年連続45回目）
- 関西2位 大阪体育大学（52年連続52回目）
- 関西3位 立命館大学（10年連続26回目）
- 関西4位 武庫川女子大学（37年連続56回目）
- 関西5位 関西学院大学（3年連続10回目）

中国・四国
- 中国1位 環太平洋大学（2年ぶり10回目）
- 中国2位 倉敷芸術科学大学（5年連続8回目）
- 四国1位 松山大学（2年連続12回目）

九州
- 九州1位 日本経済大学（6年連続6回目）
- 九州2位 鹿屋体育大学（29年連続34回目）
- 九州3位 東海大学九州（4年ぶり6回目）

## 試合結果
- Y…代々木第二体育館
- O…大田区総合体育館（A・B）
- H…エスフォルタアリーナ八王子（A・B）

### 男子
1回戦
| 日時     | Y                             | HA                            | HB                                 |
| -------- | ----------------------------- | ----------------------------- | ---------------------------------- |
| 6日10:00 | 近畿大 73 - 59 新潟医療福祉大 | 拓殖大 67 - 68 天理大         | ー                                 |
| 6日10:30 | ー                            | ー                            | 早稲田大 117 - 90 東海大九州       |
| 6日12:00 | 仙台大 60 - 86 名古屋学院大   | 日本経済大 57 - 80 大東文化大 | ー                                 |
| 6日12:30 | ー                            | ー                            | 広島大 58 - 82 福岡大              |
| 6日14:00 | 中京大 59 - 67 日本体育大     | 東北学院大 60 - 109 中央大    | ー                                 |
| 6日14:30 | ー                            | ー                            | 筑波大 126 - 73 富山大             |
| 6日16:00 | 白鷗大 90 - 61 大阪体育大     | 東海大 136 - 38 松山大        | ー                                 |
| 6日16:30 | ー                            | ー                            | 北海道教育大岩見沢 57 - 116 日本大 |
| 7日10:00 | 青山学院大 52 - 63 関西学院大 | ー                            | ー                                 |
| 7日12:00 | 星槎道都大 55 - 86 明治大     | ー                            | ー                                 |
| 7日14:00 | 京都産業大 89 - 64 静岡産業大 | ー                            | ー                                 |
| 7日16:00 | 徳山大 52 - 93 専修大         | ー                            | ー                                 |

2回戦
| 日時     | Y                         | O                           |
| -------- | ------------------------- | --------------------------- |
| 8日10:00 | 天理大 69 - 84 中央大     | ー                          |
| 8日12:00 | 筑波大 86 - 43 福岡大     | ー                          |
| 8日14:00 | 早稲田大 67 - 98 日本大   | ー                          |
| 8日16:00 | 東海大 65 - 63 大東文化大 | ー                          |
| 9日10:00 | ー                        | 近畿大 54 - 70 日本体育大   |
| 9日12:00 | ー                        | 京都産業大 74 - 57 明治大   |
| 9日14:00 | ー                        | 関西学院大 49 - 96 専修大   |
| 9日16:00 | ー                        | 白鷗大 75 - 54 名古屋学院大 |

準々決勝
| 日時      | Y                         | O                            |
| --------- | ------------------------- | ---------------------------- |
| 10日10:00 | ー                        | 筑波大 81 - 78 日本大（WOT） |
| 10日12:00 | ー                        | 東海大 69 - 65 中央大        |
| 10日14:00 | 白鷗大 77 - 67 日本体育大 | ー                           |
| 10日16:00 | 京都産業大 64 - 73 専修大 | ー                           |

準決勝
| 日時      | Y                     |
| --------- | --------------------- |
| 11日15:00 | 東海大 79 - 71 専修大 |
| 11日17:00 | 白鷗大 62 - 51 筑波大 |

3位決定戦
| 日時      | Y                     |
| --------- | --------------------- |
| 12日13:00 | 専修大 58 - 69 筑波大 |

決勝
| 日時      | Y                     |
| --------- | --------------------- |
| 12日15:00 | 東海大 58 - 63 白鷗大 |

### 女子
1回戦
| 日時     | OA                                | OB                                    |
| -------- | --------------------------------- | ------------------------------------- |
| 6日11:00 | 山梨学院大 92 - 57 札幌学院大     | ー                                    |
| 6日11:30 | ー                                | 松蔭大 81 - 54 環太平洋大             |
| 6日13:00 | 順天堂大 55 - 77 日本経済大       | ー                                    |
| 6日13:30 | ー                                | 北陸大 60 - 65 桐蔭横浜大             |
| 6日15:00 | 東海大九州 60 - 86 日本体育大     | ー                                    |
| 6日15:30 | ー                                | 筑波大 110 - 23 松山大                |
| 6日17:00 | 東京医療保健大 125 - 56 北翔大    | ー                                    |
| 6日17:30 | ー                                | 名古屋学院大 51 - 102 白鷗大          |
| 7日10:00 | 専修大 88 - 70 仙台大             | ー                                    |
| 7日10:30 | ー                                | 立教大 87 - 45 福島大                 |
| 7日12:00 | 倉敷芸術科学大 85 - 97 鹿屋体育大 | ー                                    |
| 7日12:30 | ー                                | 名古屋経済大 68 - 78 大阪体育大       |
| 7日14:00 | 関西学院大 65 - 97 愛知学泉大     | ー                                    |
| 7日14:30 | ー                                | 大阪人間科学大 96 - 54 新潟医療福祉大 |
| 7日16:00 | 拓殖大 94 - 74 立命館大           | ー                                    |
| 7日16:30 | ー                                | 武庫川女子大 76 - 94 早稲田大         |

2回戦
| 日時     | OA                                | OB                        |
| -------- | --------------------------------- | ------------------------- |
| 8日10:00 | 東京医療保健大 94 - 74 日本経済大 | ー                        |
| 8日10:30 | ー                                | 筑波大 97 - 78 桐蔭横浜大 |
| 8日12:00 | 山梨学院大 58 - 71 日本体育大     | ー                        |
| 8日12:30 | ー                                | 松蔭大 39 - 87 白鷗大     |
| 8日14:00 | 拓殖大 96 - 68 鹿屋体育大         | ー                        |
| 8日14:30 | ー                                | 専修大 67 - 73 愛知学泉大 |
| 8日16:00 | 大阪人間科学大 54 - 79 大阪体育大 | ー                        |
| 8日16:30 | ー                                | 立教大 71 - 84 早稲田大   |

準々決勝
| 日時     | Y                                 |
| -------- | --------------------------------- |
| 9日10:00 | 筑波大 59 - 68 白鷗大             |
| 9日12:00 | 東京医療保健大 86 - 58 日本体育大 |
| 9日14:00 | 拓殖大 66 - 70 愛知学泉大（OT）   |
| 9日16:00 | 大阪体育大 57 - 66 早稲田大       |

準決勝
| 日時      | Y                               |
| --------- | ------------------------------- |
| 10日10:00 | 愛知学泉大 56 - 79 白鷗大       |
| 10日12:00 | 東京医療保健大 96 - 76 早稲田大 |

3位決定戦
| 日時      | Y                           |
| --------- | --------------------------- |
| 11日10:00 | 早稲田大 86 - 70 愛知学泉大 |

決勝
| 日時      | Y                             |
| --------- | ----------------------------- |
| 11日12:00 | 東京医療保健大 88 - 67 白鷗大 |

## 順位
| 順位   | 男子     | 男子   | 女子             | 女子         |
| 順位   | 大学名   | 備考   | 大学名           | 備考         |
| ------ | -------- | ------ | ---------------- | ------------ |
| 優勝   | 白鷗大学 | 初優勝 | 東京医療保健大学 | 5年連続5回目 |
| 準優勝 | 東海大学 |        | 白鷗大学         |              |
| 3位    | 筑波大学 |        | 早稲田大学       |              |
| 4位    | 専修大学 |        | 愛知学泉大学     |              |

## 表彰
| タイトル     | 男子                       | 男子                         | 男子                        | 女子                             | 女子                               | 女子                        |
| タイトル     | 選手名                     | 所属                         | 備考                        | 選手名                           | 所属                               | 備考                        |
| ------------ | -------------------------- | ---------------------------- | --------------------------- | -------------------------------- | ---------------------------------- | --------------------------- |
| 得点王       | 佐土原遼                   | 東海大№23、4年               | 79点                        | フェスターガード・ヤヤ           | 早稲田大№3、2年                    | 103点                       |
| 3P王         | 山本翔太 野﨑由之          | 専修大№1、4年 専修大№28、4年 | 9本                         | 江村優有 鬼塚彩乃                | 早稲田大№23、1年 愛知学泉大№2、4年 | 15本                        |
| リバウンド王 | ケイタ・シェイクブーバガー | 専修大№0、3年                | OFF13REB DEF29REB 合計42REB | オコンクウォ・スーザン・アマカ   | 白鷗大№20、1年                     | OFF23REB DEF45REB 合計68REB |
| アシスト王   | 河村勇輝                   | 東海大№5、2年                | 34本                        | 石原柚香                         | 愛知学泉大№9、4年                  | 28本                        |
| 優秀選手     | ブラ・グロリダ             | 白鷗大№52、4年               |                             | ジョシュ・アンフォノボ・テミトペ | 東京医療保健大№8、3年              |                             |
| 優秀選手     | 角田太輝                   | 白鷗大№25、4年               |                             | 池松美波                         | 東京医療保健大№18、2年             |                             |
| 優秀選手     | 八村阿蓮                   | 東海大№86、4年               |                             | 山下詩織                         | 白鷗大№4、4年                      |                             |
| 優秀選手     | 二上耀                     | 筑波大№13、4年               |                             | 江村優有                         | 早稲田大№23、1年                   |                             |
| 優秀選手     | キング開                   | 専修大№23、4年               |                             | 石原柚香                         | 愛知学泉大№9、4年                  |                             |
| MIP          | 大倉颯太                   | 東海大№11、4年               |                             | フェスターガード・ヤヤ           | 早稲田大№3、2年                    |                             |
| 敢闘賞       | 大倉颯太                   | 東海大№11、4年               |                             | 鈴置彩夏                         | 白鷗大№7、3年                      |                             |
| MVP          | 松下裕汰                   | 白鷗大№66、4年               |                             | 木村亜美                         | 東京医療保健大№12、4年             |                             |